# Онбия
Онбия — село в Заинском районе Татарстана. Входит в состав Чубуклинского сельского поселения.

## География
Находится в восточной части Татарстана на расстоянии приблизительно 17 км на юг-юго-запад по прямой от железнодорожной станции города Заинск.

## История
Основано во второй половине XVIII века. В 1875 году была построена каменная Покровская церковь взамен деревянной.

## Население
Постоянных жителей было: в 1795—141, в 1859—646, в 1870—830, в 1897—1370, в 1913—1568, в 1920—1468, в 1926—1145, в 1938—622, в 1949—589, в 1970—320, в 1979—111, в 1989 — 42, в 2002 — 18 (русские 100 %), 15 в 2010.